# Bòfia de Sant Jaume
La cova sepulcral de Boixedera dels Bancs, o Bòfia de Sant Jaume, està situada al terme municipal de Montmajor, (Berguedà), i inclosa a l'Inventari del Patrimoni Arqueològic i Paleontològic de Catalunya.
Es tracta d'una zona altament boscosa, on predominen pins i roures, com a la part meridional de la comarca, situada a prop de la Depressió Central Catalana. La bòfia es troba al seu límit amb el municipi de Navès (Solsonès, Lleida) i la Riera de Tentellatge, a 400 metres al nord-oest de l'església de Sant Jaume i de la masia de Boixedera dels Bancs, dos punts fonamentals per a la seva localització. L'entrada a la cova, d'origen natural, s'inicia en una petita rampa enmig del terreny boscós, seguida d'un corredor de 20 metres d'alçada i amb una inclinació de 25 graus. Progressivament va estrenyent‐se a poc a poc fins a arribar a una alçada d'uns 0,60 metres i, transcorreguts cinc metres, es té accés a diverses sales. La sala principal fou coneguda com la Sala de les Bruixes, caracteritzada per un paviment format pel despreniment de grans blocs i dins la qual hi recorria un petit curs d'aigua.

## Descobriment i història de les excavacions
La Bòfia de Sant Jaume va prendre una especial rellevància a partir de 1911 i 1918, arran de les troballes realitzades per mossèn Joan Serra i Vilaró, pioner en els estudis arqueològics del Solsonès. Cal dir que es tractava d'un indret habitual destinat a les excursions dels habitants de la zona a inicis del segle xx. De forma fortuïta, tal com descriu el mateix autor en les seves notes publicades de forma posterior, varen entrar a la cova sense altra expectativa que “satisfer la curiositat d'endinsar‐se a la terra” (Serra Vilaró, 1924). En aquesta mateixa publicació descriu les troballes fetes en una segona intervenció concretament l'any 1918, que presenten ossos humans, juntament amb altre material lític, ceràmic i ossi, i que l'autor data del Neolític.
A finals de la dècada dels setanta, un grup de prospecció arqueològica del Museu de Berga, encapçalat i dirigit per Josep Carreras Balaguer realitzà una nova extracció de materials, actualment dipositats en aquest museu comarcal (Guerrero Sala i Solé Muntané, 2001). Posteriorment entre 1969 i 1978, fou L. Guerrero Sala, col·laborador del Museu Diocesà i Comarcal de Solsona, el que accedí a la bòfia on recollí nous materials ossis en superfície, que foren dipositats en aquesta mateixa institució. Segons aquest mateix autor el jaciment no es trobaria del tot esgotat, almenys fins a l'any 2001 i, per tant, encara quedarien pendents molts estudis amb relació a aquesta cova d'ús sepulcral (Guerrero Sala i Solé Muntané, 2001)

## Troballes
Les restes materials en la seva totalitat són descrites pel mateix Serra Vilaró en les seves notes, i ajustats en alguns casos en posteriors estudis. En una primera descripció es parla de la recuperació de dinou cranis humans amb els seus respectius maxil·lars, i una gran quantitat d'ossos llargs. Desconeixem si es trobaven en connexió anatòmica o parcialment anatòmica a partir de la descripció de l'autor (Serra Vilaró, 1924).
Posteriorment en l'estudi realitzat per Guerrero Sala sobre les restes humanes, ens descriu fins a vuit individus que es trobarien al Museu de Berga, i per altra banda vint‐i‐un més que s'haurien dipositat a Solsona. Per tant, definitivament es podria parlar de vint‐i‐nou individus representats en la seva majoria per fragments cranials. L'anàlisi realitzat hauria aportat informació sobre una població de gran robustesa, amb una sobre-representació del sexe masculí, i unes edats no superiors als 40 anys. (Guerrero Sala i Solé Muntané, 2001).
Les restes lítiques recuperades estan formades per dos fragments de destrals polides, un d'ells pràcticament complet. També s'han localitzat dos fragments de làmines de sílex, tractant‐se de la part medial i distal de dues làmines de grans dimensions, que bé poden associar‐se a les produccions anomenades “grans làmines” característiques del Calcolític i Bronze Inicial, ben representades a la zona del Solsonès i el Berguedà. Destaca també un micròlit geomètric de forma trapezoïdal, un element associat a moments més arcaics, normalment del Neolític Mitjà. Completen el conjunt tres ascles, una d'elles corticals.

### Material ceràmic
El material ceràmic correspon a un petit conjunt de 5 peces ceràmiques, una d'elles de perfil complet. A nivell macroscòpic les superfícies d'aquests vasos presenten un tractament desigual, allisat en el cas dels elements de prensió i polits o possibles brunyits en els altres tres casos. Destaca el conjunt de dos elements de prensió associats a contenidors de grans dimensions, i que corresponen a la tipologia de la nansa de cinta, ambdues de secció horitzontal.
La resta del material està representat per tres vasos de petites dimensions. La peça més completa està formada per una forma bitroncocònica, de base arrodonida de carena baixa i llavi lleugerament exvasat, que presenta una nansa de cinta i que podria correspondre a una producció del Bronze Mitjà/Inicial. Les altres dues peces són fragments de vora i carena força marcades a mitja paret reentrant, vora lleugerament ressaltada, i que poden presentar una cronologia més àmplia abraçant el Bronze Inicial.

### Restes lítiques
El material ceràmic correspon a un petit conjunt de 5 peces ceràmiques, una d'elles de perfil complet. A nivell macroscòpic les superfícies d'aquests vasos presenten un tractament desigual, allisat en el cas dels elements de prensió i polits o possibles brunyits en els altres tres casos. Destaca el conjunt de dos elements de prensió associats a contenidors de grans dimensions, i que corresponen a la tipologia de la nansa de cinta, ambdues de secció horitzontal.
La resta del material està representat per tres vasos de petites dimensions. La peça més completa està formada per una forma bitroncocònica, de base arrodonida de carena baixa i llavi lleugerament exvasat, que presenta una nansa de cinta i que podria correspondre a una producció del Bronze Mitjà/Inicial. Les altres dues peces són fragments de vora i carena força marcades a mitja paret re-entrant, vora lleugerament ressaltada, i que poden presentar una cronologia més àmplia abraçant el Bronze Inicial.

### Restes faunístiques
Les restes animals són descrites per dinou cranis corresponents a diversos cànids, amb les seves respectives mandíbules en connexió anatòmica. Paral·lelament es descriu la troballa d'una gran quantitat d'ossos llargs pertanyents a la mateixa espècie, juntament amb vint‐i‐cinc ossos provinents d'altres animals com el porc senglar, el porc domèstic, el cérvol i el bou.
El total de restes faunístiques provinents del jaciment de la Bòfia de Sant Jaume i analitzades en aquest estudi arqueozoològic ha estat de 181. Malgrat la descontextualització parcial de les restes, l'escàs grau de fracturació que presenten ha ajudat a obtenir un important grau de determinació taxonòmica. Tal com s'ha pogut observar en el registre ossi i corroborar gràcies a les notes preses per mossèn Serra i Vilaró en el moment de la troballa, diversos individus foren dipositats en connexió anatòmica, un fet que evidenciaria la finalitat ritual de les deposicions.